# オアフ島

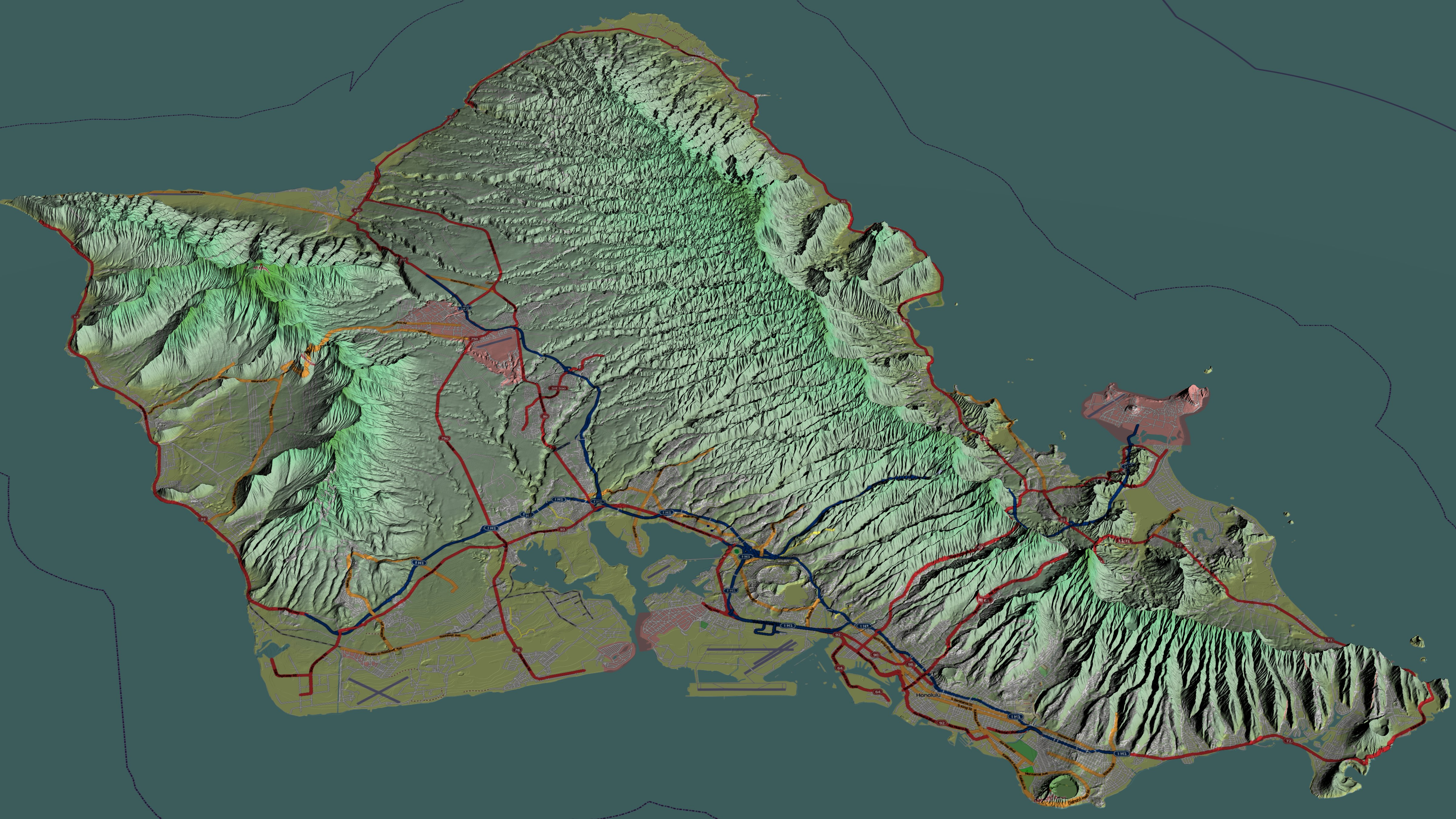
オアフ島の地形図
左がワイアナエ山脈で
右がコオラウ山脈
中央下が真珠湾

オアフ島（オアフとう、ハワイ語：O‘ahu、英語：Oahu）は、ハワイ諸島のうちの一つの島であり、3番目に大きい島である。ハワイ州ホノルル郡に属し、州都ホノルル市がある。愛称は集いの島 (The Gathering Place)。

## 概要
人口はハワイ州最大で、州全体の8割の人がこの島に住んでいる。また、州庁もこの島にあり、政治・経済・観光の中心となっている。島の南岸東寄りのホノルルに主要施設は集中している。ダニエル・K・イノウエ国際空港や港湾もここにあり、ハワイ島ほかの隣島への乗り継ぎの拠点となっている。市の東部のワイキキにはホテル・コンドミニアムやショッピングセンターなどが林立し、世界有数のリゾート地帯となっている。
東岸は「ウィンドワード」（Windward、風上）と呼ばれる風光明媚な海岸である。北岸はノースショアと呼ばれ、冬季には高波が打ちつけるサーフィンの名所となっており世界各地からサーファーが訪れるとともに、大会なども開催される。西岸は「リーワード」（Leeward、風下）と呼ばれる。

## 地理
総面積は国後島とほぼ同じ1,545.3km2（596.7平方マイル）で、沖縄本島と韓国済州島の中間ほどの大きさである。最大部で島の長さは約71km（44マイル）、幅は約48km（30マイル）である。海岸線の長さは180km（112マイル）である。
楯状火山からなる山脈、ワイアナエ山脈（ハワイ語：Wai‘anae）およびコオラウ山脈（ハワイ語：Ko‘olau）が北西から南東方向にかけて走っており、オアフ島は両火山により形成された火山島である。最高峰は標高1,220m（4,003フィート）に達するワイアナエ山脈のカアラ山（ハワイ語：Ka‘ala）である。観光で著名なダイヤモンドヘッドもコオラウ山脈の南端に接する火山である。
両山脈の間には平原が広がっており、セントラル・オアフと呼ばれる。パール・ハーバー（真珠湾）もセントラル・オアフの南岸に位置する。

## 地域

### ホノルル市と近隣

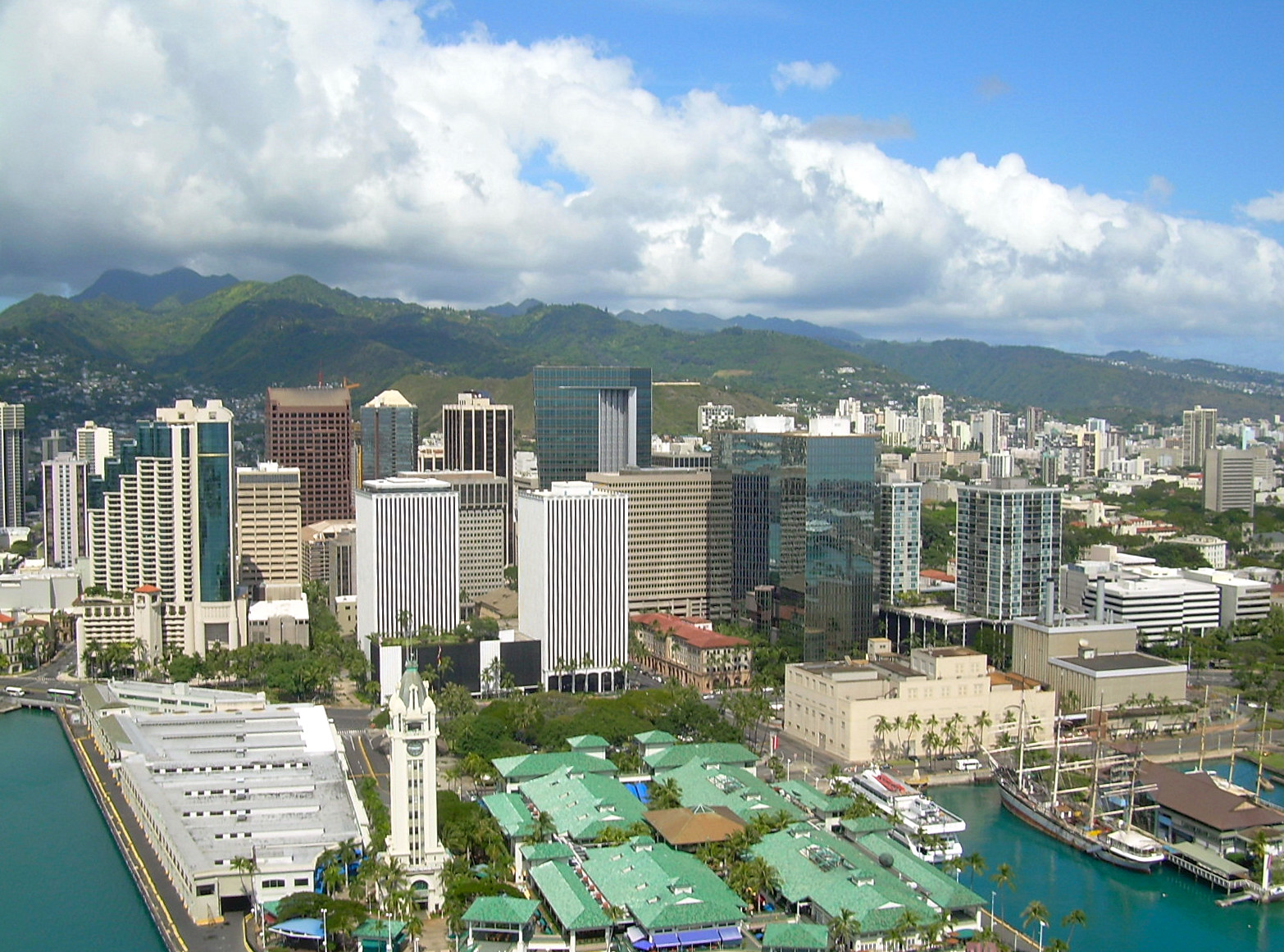
ダウンタウンとアロハタワー

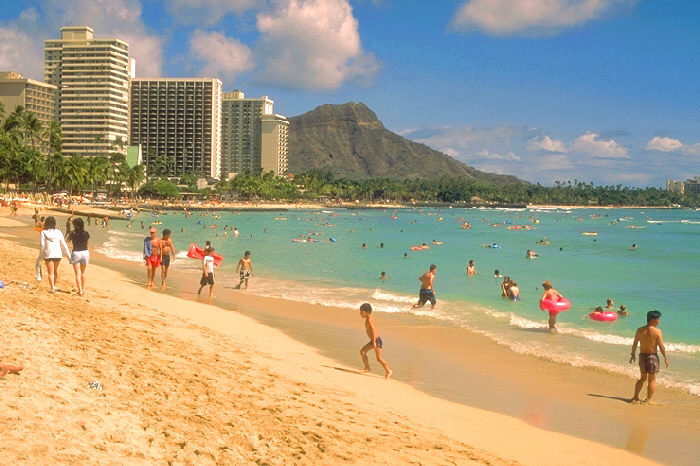
ワイキキから見たダイヤモンドヘッド

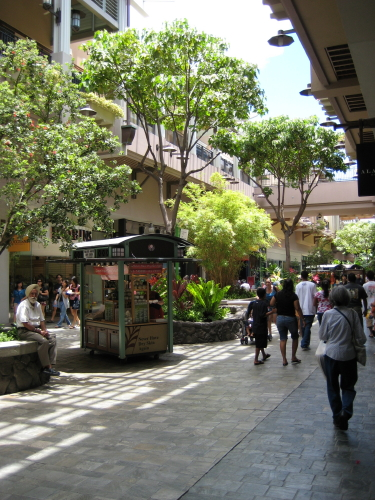
アラモアナセンター

#### ダウンタウン (Downtown)
ハワイ州のビジネスと政治の中心地である。その海岸地区にはハワイ州の中で長年もっとも高いビルであったアロハタワーがある。現在もっとも高いビルはキングとビショップ通りにある高さ450フィート (137 m) のファースト・ハワイアン・センター (First Hawaiian Center) である。ダウンタウンの東側はハワイ王朝時代からの歴史的な中心地であるハワイ州政府庁舎、イオラニ宮殿、ホノルル市庁舎、カワイアハオ教会、およびカメハメハ大王像は多数の政府ビルと一緒にこの地域の中心的な目玉となっている。

#### カカアコ(Kaka‘ako)
10年過ぎれば大規模な再開発を行うダウンタウンとワイキキの間にある準工業地区である。ここではビクトリア・ワード (Victoria Ward) 社の運営によるワードウェアハウス (Ward Warehouse)、ワードセンター (Ward Centre)、およびワード・エンターテイメント・センター (Ward Entertainment Centre) が設置されている。いくつかの他の再開発プロジェクトはハワイ大学のメディカルスクールを含む形で計画されている。

#### ワイキキ(Waikiki)
アラワイ運河と太平洋の間にあるホノルルの観光地である。多数のホテルや店、そしてナイトライフはカラカウアとクヒオ通り沿いにある。世界的に有名なワイキキビーチは1000万人の訪問者を引きつけている。オアフ島の大多数のホテルはワイキキに位置している。

#### アラモアナ(Ala Moana)
ワイキキの西側に位置する。世界最大のオープンエア・ショッピングセンターであるアラモアナセンターやウォルマートなどの大規模商業施設がある。

#### マノア(Mānoa) とマキキ(Makiki)
ダウンタウンとワイキキの内陸部に隣接する谷間に位置する居住地域である。マノアヴァレーにはハワイ大学のメインキャンパスがある。

#### パロロ(Palolo) とカイムキ(Kaimukī)
ダイヤモンド・ヘッドから内陸に入った地域で、マノア (Mānoa) とマキキ (Makiki) の東に隣接する。

#### ワイアラエ (Wai‘alae) とカハラ (Kāhala)
多くの豪邸があるダイヤモンド・ヘッドの東のふもとにある高級住宅街である。またこれらの近隣には有名なゴルフトーナメント（現名：ソニーオープン・イン・ハワイ）が開かれるワイアラエ・カントリー・クラブ (the Wai‘alae Country Club) と元カハラ・ヒルトンであったザ・カハラ・ホテル&リゾート (the Kāhala Hotel & Resort) がある。注釈：ゴルフトーナメントはスポンサーによって名称が変わる。

#### 東ホノルル
アイナハイナ (Āina Haina)、ニウ・ヴァレー (Niu Valley) の居住コミュニティーを含む。これらは中流階級以上の地域と考えられる。

#### ハワイカイ (Hawai‘i Kai)
ホノルルの東側に位置する住宅地で、ホノルルのベッドタウン的存在の一つである。近隣にハナウマ湾やマカプウビーチ、「シーライフパーク」などの観光地を擁する。

#### ヌウアヌ (Nu‘uanu) とパウオア (Pauoa)
ダウンタウン・ホノルルの内陸部に位置する中流階級以上の居住地域である。国立太平洋記念墓地 (The National Memorial Cemetery of the Pacific) はここに位置している。

#### カリヒ (Kalihi) とパラマ (Palama)
多くの政府の住居が開発された労働者階級の隣接地である。太平洋方向の Lower Kalihi は準工業地域である。

#### ソルトレイク (Salt Lake) とアリアマヌ (Āliamanu)
ダニエル・K・イノウエ国際空港から遠くなく、ホノルルの西方外れ地区である。tuff conesの消滅により建設された住居地域である。

#### モアナルア (Moanalua)
ホノルルの西方外れにある谷と「Tripler Army Medical Center」の2つの地域である。

### 東沿岸部

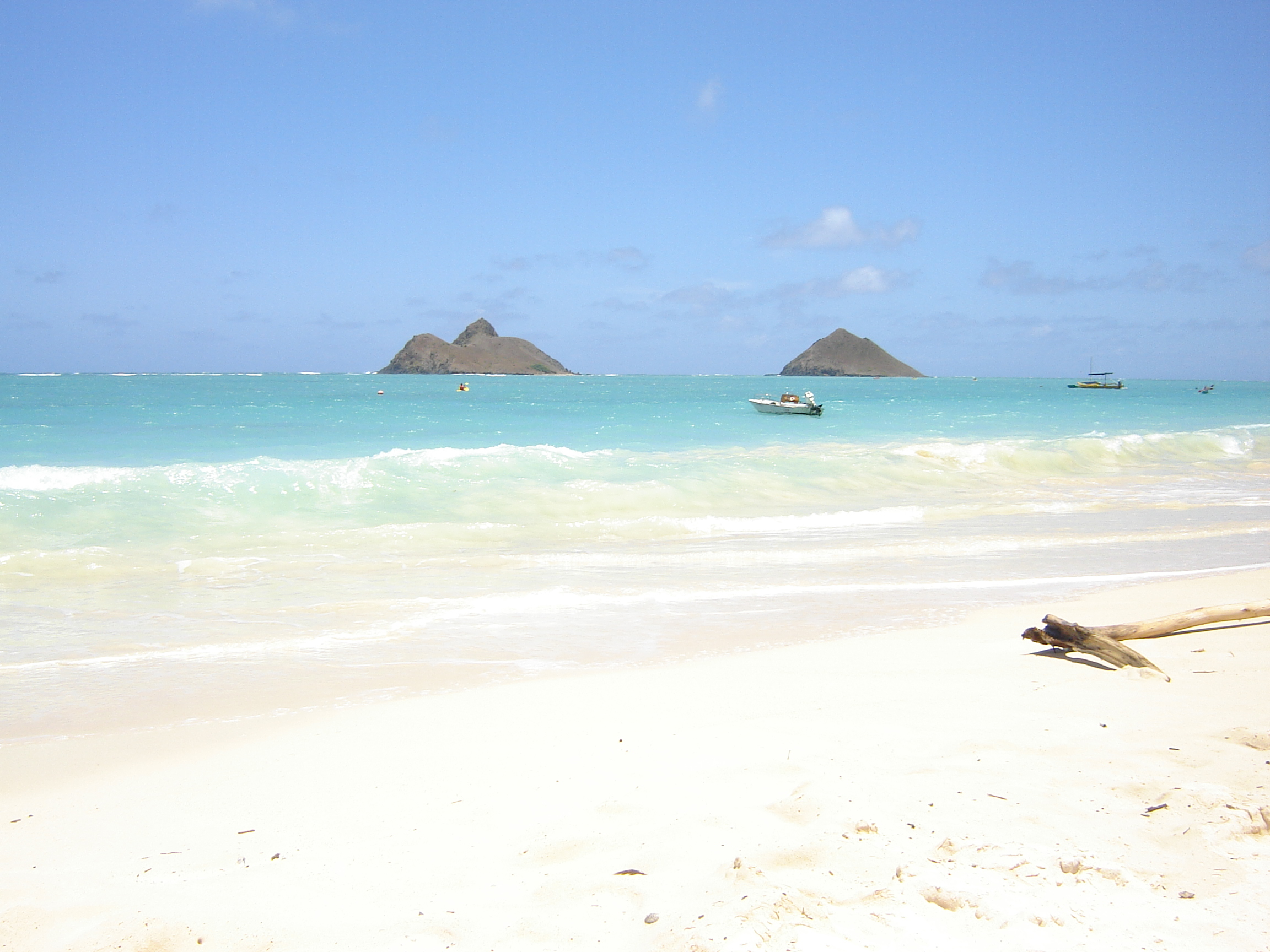
ラニカイ・ビーチ

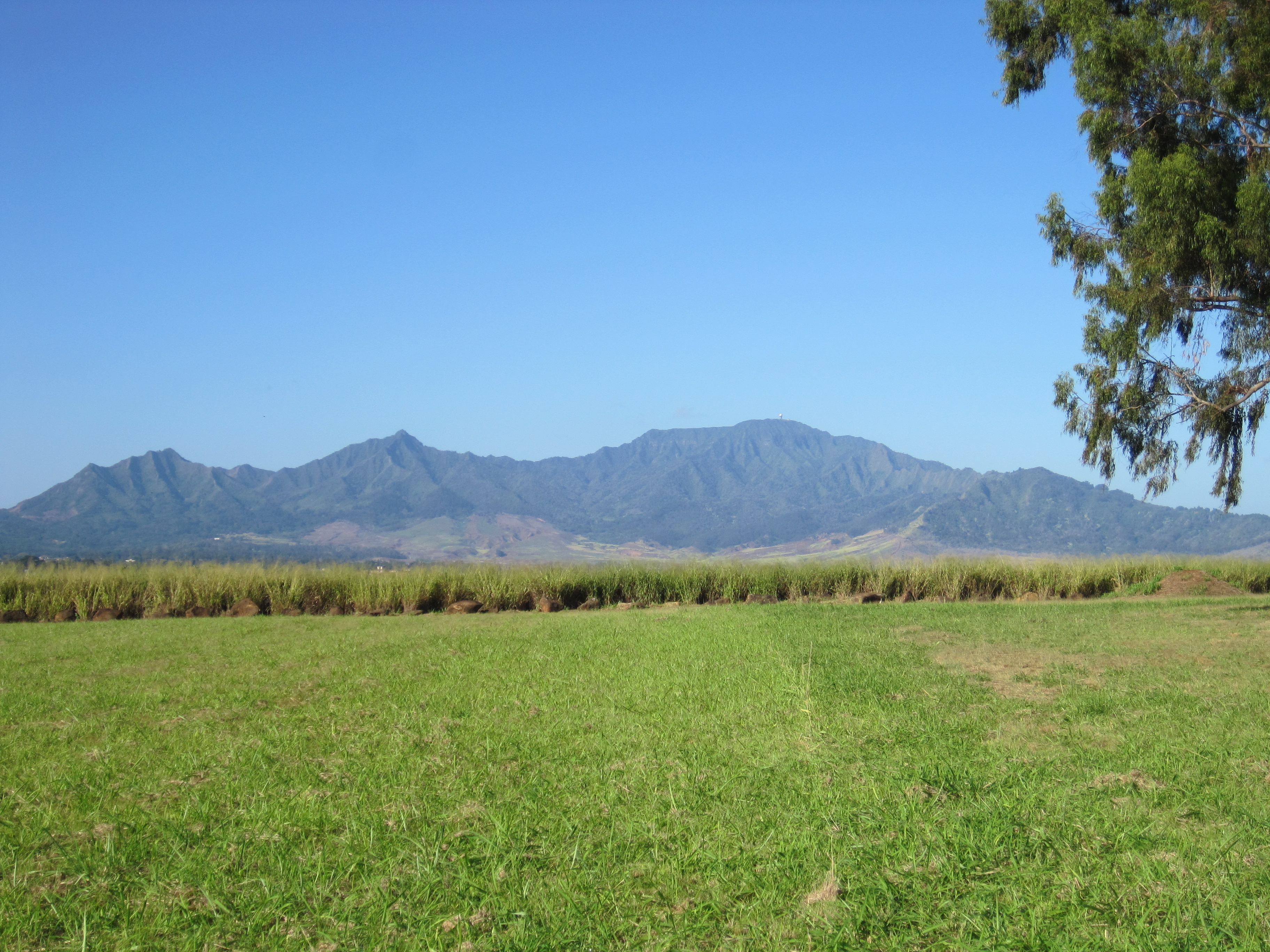
ワイアナエ山脈

#### ライエ (Laie)
コオラウ山脈の北端部横に位置し、「ポリネシア・カルチャー・センター」やモルモン教の大学である「ブリガム・ヤング大学」がある。

#### ワイカネ (Waikane)
カメハメハ・ハイウェイ沿いにあり、クアロア・ビーチやクアロア牧場などの観光地がある。

#### カネオヘ(Kaneohe)
州間高速道路H-3号線の東の起点に位置し、オアフ島東部における最多の人口を持つ地域である。ウィンドワード短期大学や住宅地、また、カネオヘ湾に面して海兵隊の航空基地を擁する。2009年末から2010年にかけてバラク・オバマ大統領が訪問した際には、この地域に滞在した。

#### カイルア(Kailua)
カネオヘの南部に位置し、ラニカイ・ビーチなど多数のビーチを持つ。また、ベロウズ空軍基地や複数のゴルフ場、ショッピングセンターがある。

#### ワイマナロ (Waimanalo)
ワイマナロ湾沿い、コオラウ山脈の南端に位置する。

### 西沿岸部

#### マクア (Makua)
ワイアナエ山脈の北部の海岸沿いに位置し、ファーリントン・ハイウェイ沿いにはヨコハマベイなどの地元民や観光客に人気がある著名なビーチがある。

#### マカハ (Makaha)
マカハビーチやマカハヴァレー・カントリークラブなどの観光地がある。

#### ワイアナエ (Wai‘anae)
近隣にビーチやヨットハーバーを擁し、内陸部には海軍の電波基地がある。明治時代後期にはワイアナエへの日本人移民も行われた。20世紀初頭のホノルルビーチ開発の際、ビーチ用の砂はオアフ鉄道でワイアナエからホノルルへ運搬され、ホノルルの廃棄物はワイアナエに廃棄された。

### 中部

#### ワヒアワ(Wahiawā)
州間高速道路H-2号線の北の起点に位置し、海軍航空基地、陸軍基地のスコフィールドバラックスやそれに付随した住宅地、ウィルソン湖、さらに北部には広大なドール所有のパイナップル園がある。かつて「ワイアナエ・ウカ」と呼ばれた地域で、ワイアナエ・ウカ・アヴェニューという通りの名称が残っている。

#### ミリラニ (Mililani)
中心部に州間高速道路H-2号線が通る、住宅地を中心とした地域である。

### 南沿岸部

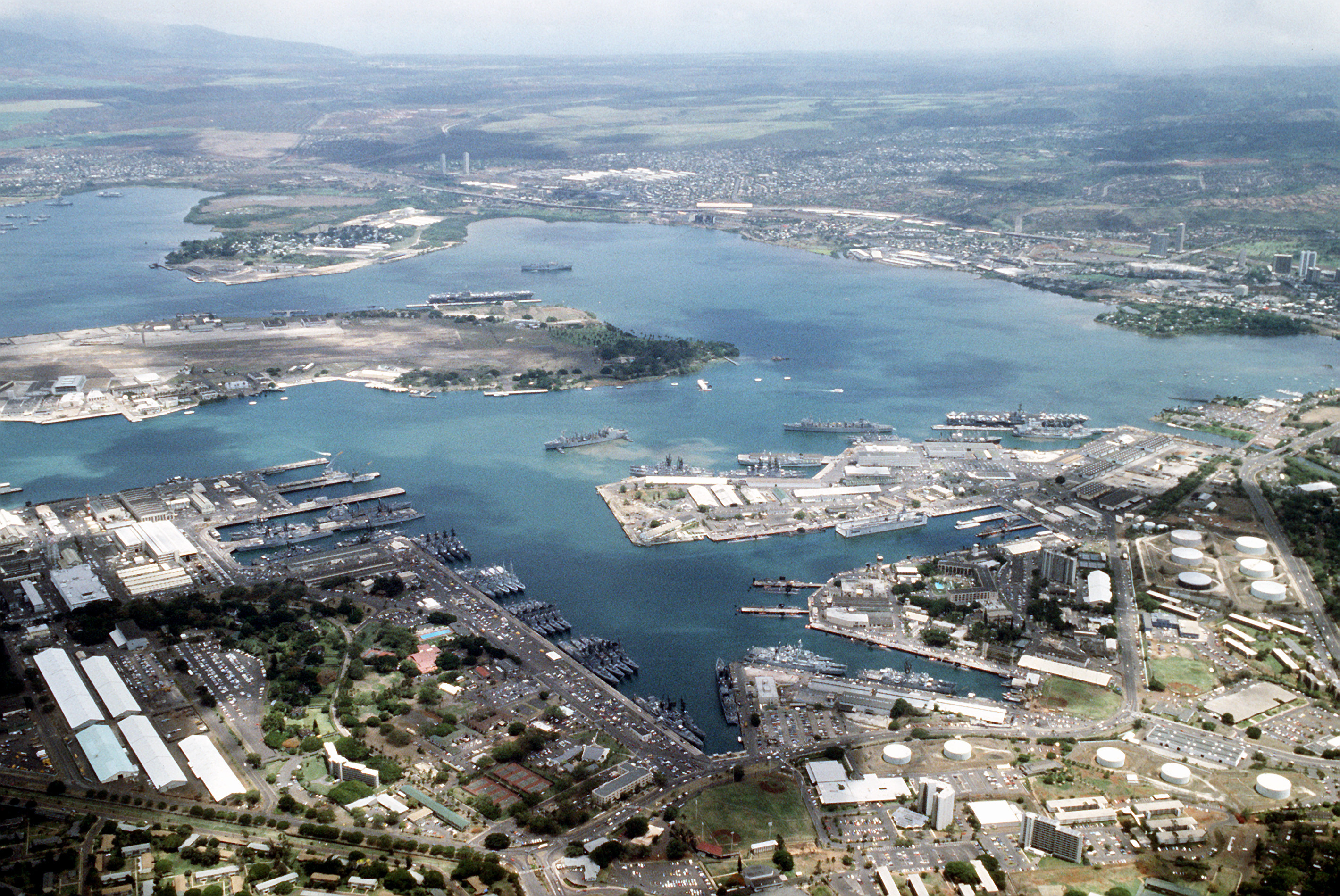
パールハーバー

#### パールハーバー (Pearl Harbor) 日本語名：真珠湾（しんじゅわん）
アメリカ海軍の基地がある天然港で、1941年（昭和16年）12月7日（日本時間：12月8日）の大日本帝国海軍による攻撃地（真珠湾攻撃）で、太平洋戦争（大東亜戦争）の開戦を引き起こした地として有名になった。また海軍関係者の住宅も多い。

#### コ・オリナ (Ko ‘Olina)
州間高速道路H-1号線の西の起点に位置し、海岸沿いを中心に大規模なリゾートホテルやコンドミニアム、ゴルフ場が多数存在する。

#### エワ (Ewa)
パールハーバーの西方に位置し、ホノルルのベッドタウンの一つである他、多数のゴルフクラブや、西方にはハーバーズポイント海軍航空基地がある。

#### パールシティ(Pearl City)
パールハーバーの北方に位置し、州間高速道路H-1号線と州間高速道路H-2号線の分岐点にあるホノルル市のベッドタウンの1つである。地域住人や基地の軍従事者などを目的にした大規模なショッピングセンターがある。

### 北沿岸部

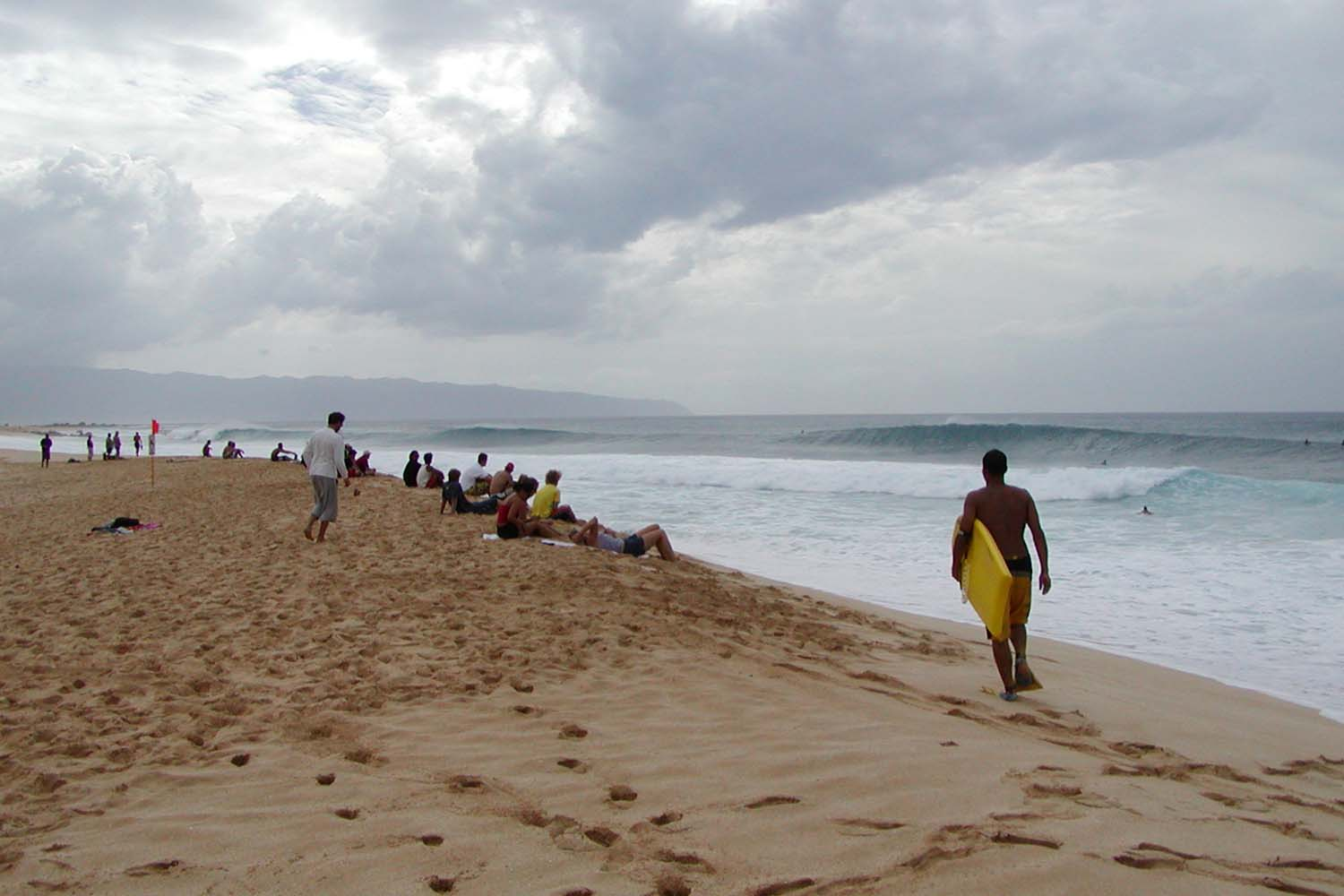
「ノースショア」

#### ハレイワ (Haleiwa)
北部のワイメア湾の西方に位置し、「ノースショア」と呼ばれるオアフ島北部海岸部において最多の人口を持つエリアである。オアフ島において最も波が強い場所として知られ、そのこともありサーフィンの名所としても世界的に有名である。

#### モクレイア (Mokuleia)
ハレイワの西方に位置し、ビーチパークやポロ・グラウンドがある。さらに西方にはディリンガム飛行場がある。なお西端のカエナ岬付近は自動車の立ち入りが禁止されている。

#### ププケア (Pupukea)
ワイメアの東方に位置し、近隣カメハメハ・ハイウェイ沿いには「サンセット・ビーチ」や「エフカイ・ビーチ」などの著名なビーチがある。

#### ワイアレエ (Waiale‘e)
オアフ島の北端部、コオラウ山脈の北端に位置し、カメハメハ・ハイウェイ沿いに複数のリゾートホテルやゴルフコースがある。

#### カフク (Kahuku)
北部東海岸沿いにあり、海老の養殖で有名である。カメハメハ・ハイウェイ沿いに複数のリゾートホテルやゴルフコース、多くのカフク海老のレストランが点在する。1916年、船橋市との間に日米初の無線電信回線が繋がれた地でもある（カフク電信局はのちにワヒアワに移転）。

## 交通

### 島内交通

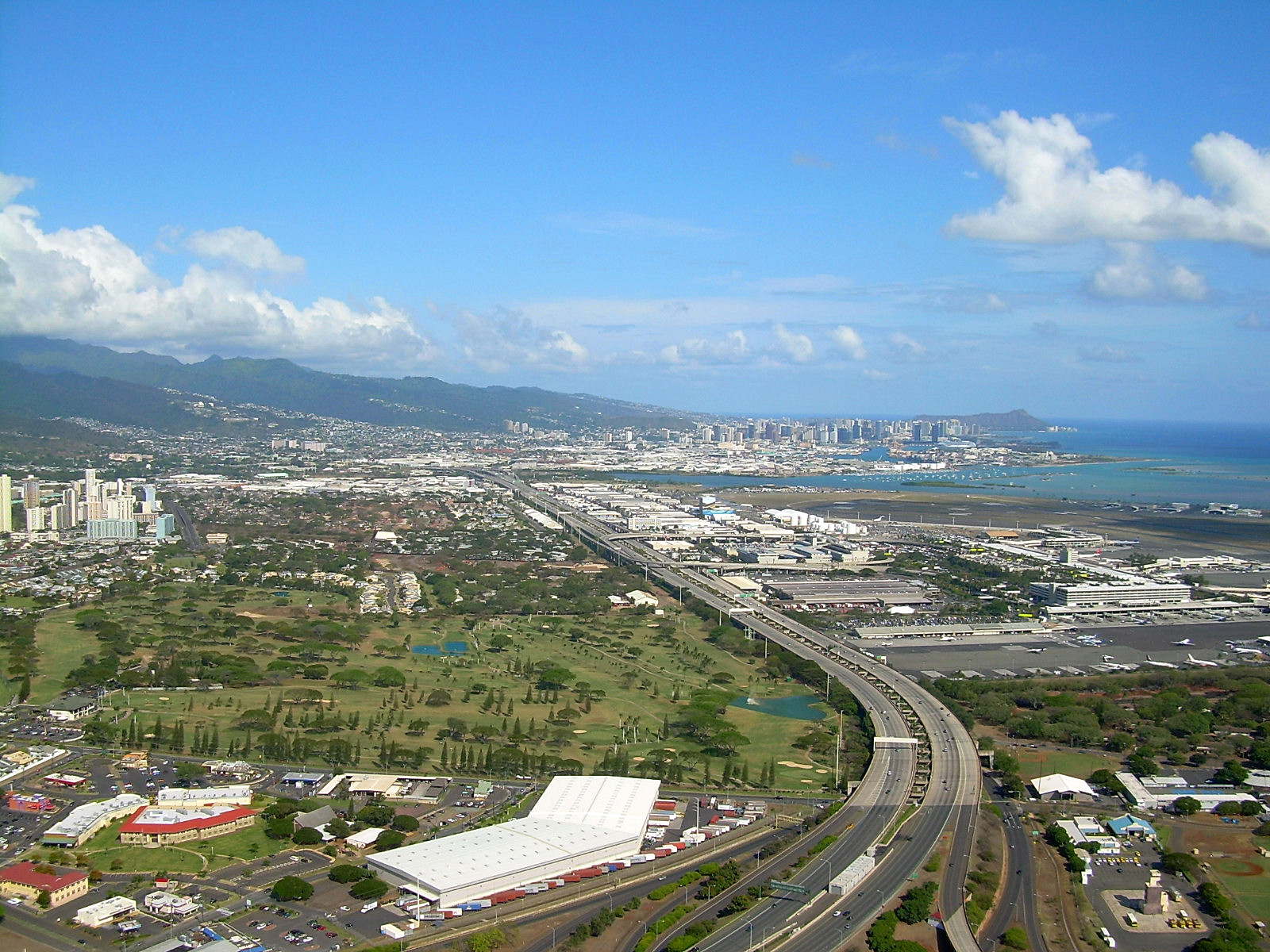
州間高速道路H-1号線、右手前はダニエル・K・イノウエ国際空港

鉄道系の公共交通が長期間存在しなかったこともあり島内の交通は主として自動車が使われ、地元住民は原則として自家用車か公営バスを利用する。また、ワイキキ周辺を中心にラジオタクシーもある。なお、ホノルル中心部を拠点として複数の州間高速道路が整備されている。
島内では慢性的な渋滞に悩まされており、ダニエル・K・イノウエ国際空港からホノルルの中心部までは10km程度の距離であるが、車では45分かかる状態である。2000年代からは環境保護と合わせて島内交通を鉄道へシフトする計画である。

#### バス
乗合交通機関として最も著名なものは公営バスである「TheBus」であり、島全体に約4,200の停留所が存在する。週間で約22万人の乗降客数があり、市民に広く利用されているものの、路線がやや複雑であるため団体観光客などはあまり利用しない。
なお、団体観光客向けの公共交通手段として、観光客が集中するワイキキ周辺に観光会社や大型店舗などが出資しているオープン・デッキ型の「ワイキキ・トロリー」と呼ばれる大型バスが往来し、ショッピング・センターや観光スポットへの行程に使用されている。

#### おもな道路

##### 州間高速道路

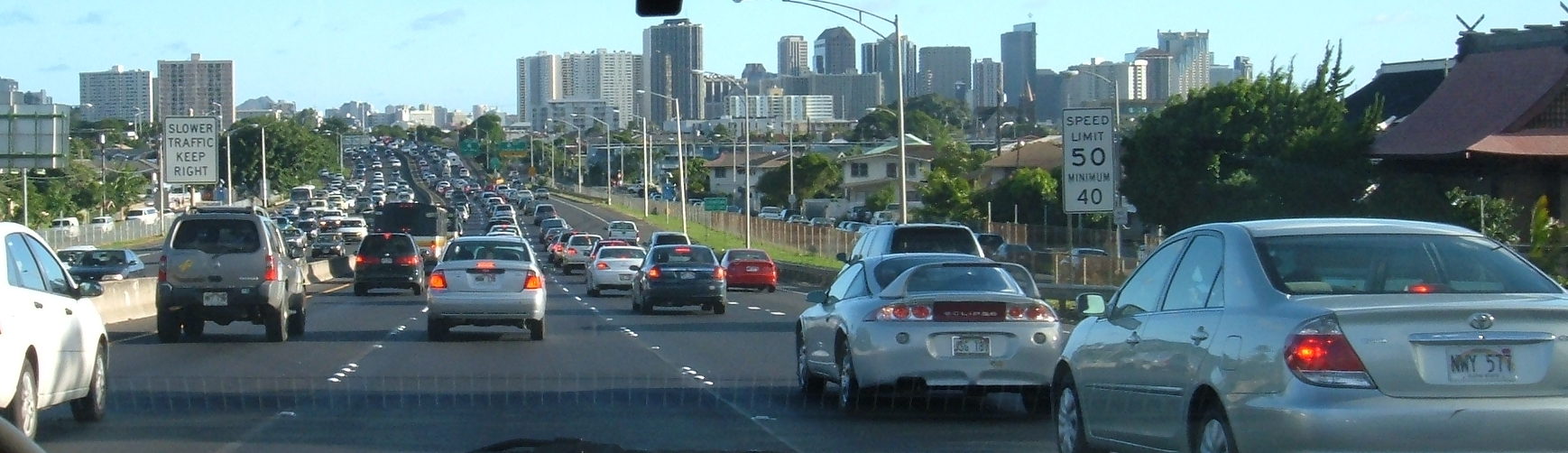
州間高速道路H-1号線

- 州間高速道路H-1号線 - 西から都市を横切るこの高速道路は、ヒッカム空軍基地 (Hickam Air Force Base) とダニエル・K・イノウエ国際空港を通り、ダウンタウンの北を走りマキキ (Makiki) とカイムキ (Kaimukī) を通り東方に続き、ワイアラエ／カハラ (Wai‘alae/Kāhala) で終わる。この都市の西部地域、州間高速道路H-1号線がワヒアワ (Wahiawā) から州間高速道路H-2号線およびカネオヘ (Kāne‘ohe) から州間高速道路H-3号線に接続している。
- 州間高速道路H-2号線
- 州間高速道路H-3号線

##### ハイウェー
- パリハイウェー - 州道61号線、コオラウ (Ko‘olau) の北で交差、ウィンドワードサイドのカイルア (Kailua) とカネオヘ (Kāne‘ohe) へ通じる。
- リキリキハイウェー - 州道63号線、コオラウ (Ko‘olau) を横断、カネオヘ (Kāne‘ohe) へ通じる。
- カラニアナオレハイウェー - 州道72号線、ワイアラエ (Wai‘alae)/カハラ (Kāhala) からハワイカイ (Hawai‘i Kai) へおよびワイマナロ・ビーチ (Waimānalo Beach) へ島の東側の縁付近から西方を走る。
- カメハメハ・ハイウェー - 州道99号線、州間高速道路H-1号線と平行にヒッカム空軍基地 (Hickam Air Force Base) 近くからアイエア (Aiea) とビヨンド (beyond) へ西方に走る。

多くの主要なアメリカの都市と同じく、ホノルルの大都市圏は特にアイエア (Aiea)、パールシティ (Pearl City)、ワイパフ (Waipahu) およびミリラニ (Mililani) の西方郊外から、ラッシュアワーの時間帯にかなりの交通渋滞が起こる。

### 鉄道
1947年にサトウキビを運搬する鉄道が廃線となってからしばらくは鉄道が存在しなかったが、2023年6月30日に高速鉄道「スカイライン」のイースト・カポレイ〜アロハスタジアム間の15kmが開業し、約75年ぶりに鉄道が復活した。この路線は2031年には全線開通を目指して、延伸区間の建設が進んでいる。

### 島外交通
ダニエル・K・イノウエ国際空港からは、アメリカ本土のほか、日本や中華民国、オーストラリアなどの環太平洋の都市、ハワイ諸島間の航空路があり、頻繁に運航されている。また、ホノルル港は外洋クルーズ船の寄航地としても知られる。

## 観光
- ワイキキビーチ
  - デューク・カハナモク像
- ポリネシア文化センター
- ビショップ博物館
- ホノルル美術館
- ハワイ・マリタイム・ミュージアム
- ホノルルマラソン
- ホノルル・センチュリーライド
- ハナウマ湾 (Hanauma Bay)
- ヌウアヌパリ・ルックアウト
- アラモアナセンター
- 真珠湾 (Pearl Harbor)

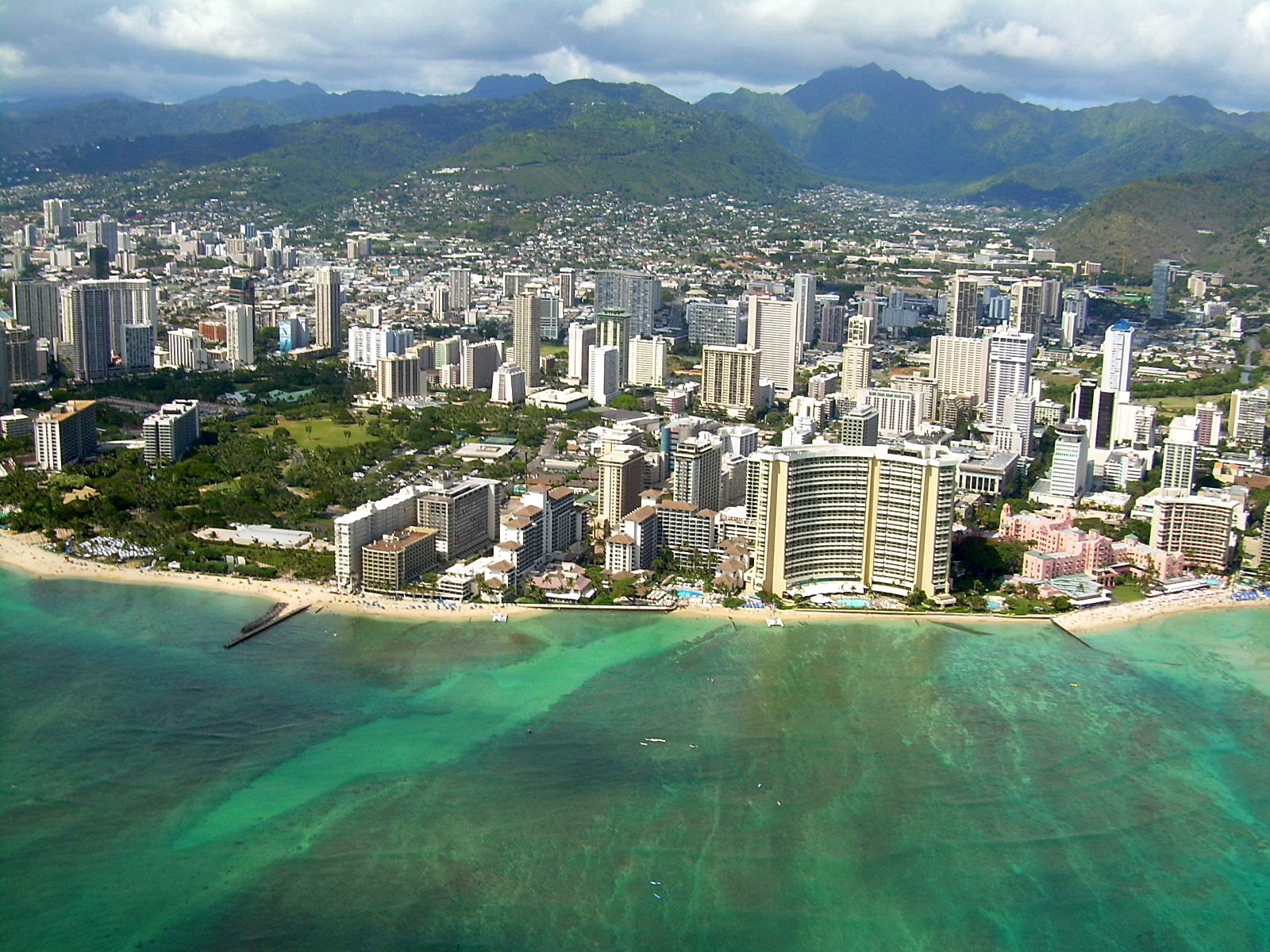
ワイキキビーチ

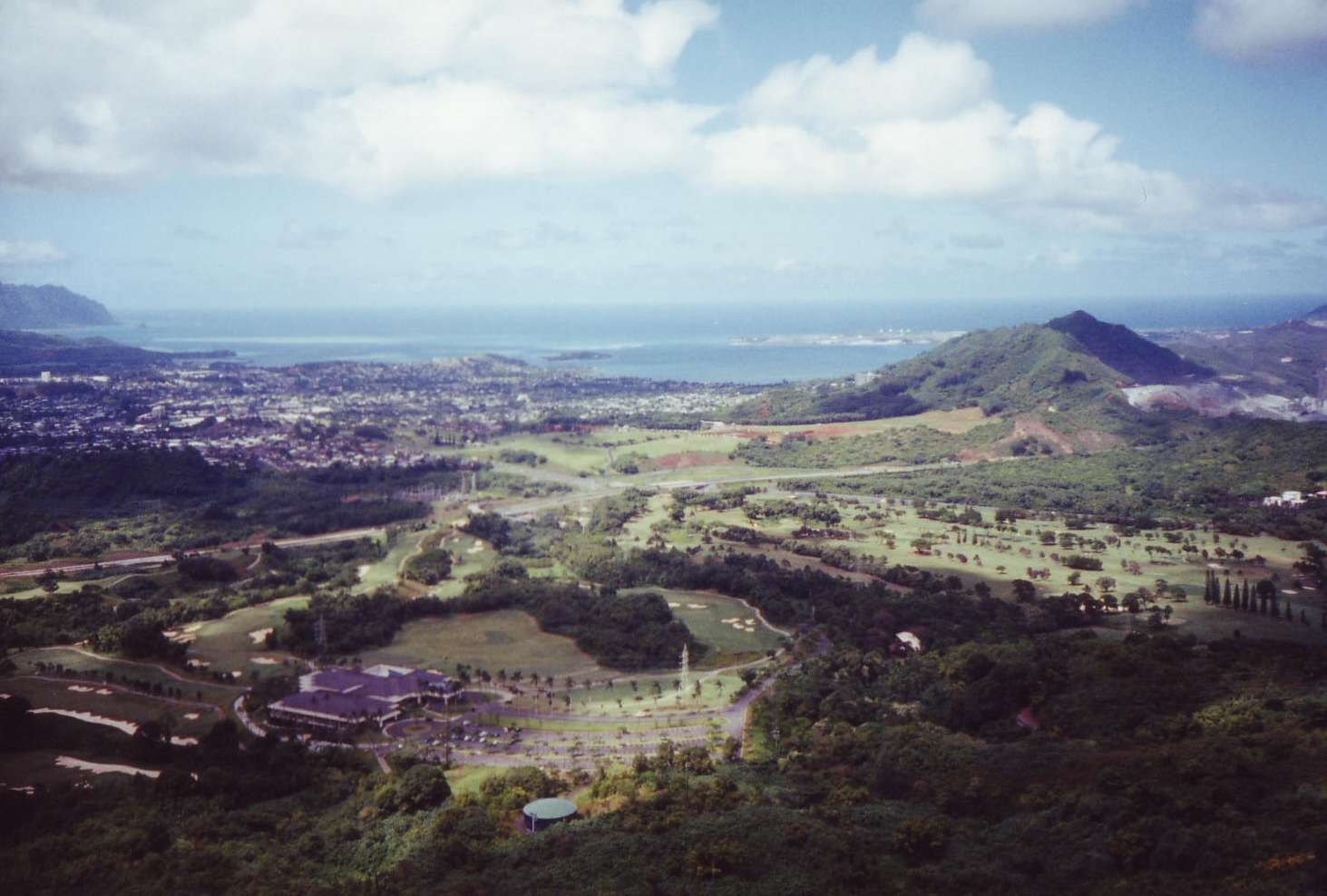
ホノルルからウインドワード・コーストへ抜ける峠のヌウアヌ・パリからの眺望。カネオヘの町並みが見える

  - アリゾナ記念館 (USS Arizona Memorial)
  - 戦艦ミズーリ (USS Missouri)
- ダイヤモンドヘッド
- ノースショア
  - マツモトシェイブアイス
- アロハタワー
- チャイナマンズ・ハット (Chinaman's Hat)
- マカプウ岬

参照：ホノルル (Honolulu)
- モロカイのダミアン・マリアンヌ記念館（名称はDamien and Marianne of Moloka'i Heritage Center):ダミアン聖人、マリアンヌ聖人の記念館。ワイキキビーチにある。
- モアナルア・ガーデン
  - 日立の樹

## その他
- 大相撲で曙太郎や小錦が活躍していた時期には、毎日のように「ハワイ、オアフ島出身、東関部屋」「ハワイ、オアフ島出身、高砂部屋」と放送されたので、ハワイ諸島の島々の中でも、とりわけオアフ島の知名度が上がった。
- PC、Xbox 360用ゲームソフトテストドライブ アンリミテッドとその続編である、テストドライブ アンリミテッド 2ではオアフ島を完全再現している。
- 俳優のタマヨ・ペリー（英語版）は、オハフ島生まれのライフガード兼プロサーファー。2024年6月23日、オアフ島ノースショア沖でサーフィン中に、サメに襲われ片腕と片足を失い死亡した。享年49歳[8]。
- バラク・オバマが来訪していた2008年12月26日の夕刻、落雷によって全島停電となり復旧に12時間掛かった。

## 著名な出身者
- バラク・オバマ（アメリカ合衆国大統領: Punahou School）
- ダニエル・イノウエ（上院議員）
- ダニエル・K・アカカ（上院議員）
- ジェイク・シマブクロ（ウクレレ奏者）
- ブルース・シマブクロ（ウクレレ奏者）
- ベット・ミドラー（女優）
- ニコール・キッドマン（女優）
- 曙太郎（元大相撲）
- 小錦（元大相撲）
- エディ・タウンゼント（ボクシングトレーナー）
- 太陽ケア（プロレスラー）
- ヤンシー・メデイロス（総合格闘家）
- マーカス・マリオタ - アメリカンフットボール選手
- トゥア・タゴヴァイロア - アメリカンフットボール選手
- マックス・ホロウェイ（総合格闘家）